# Észterezett szójababolaj
Az észterezett szójababolaj a szójababból kivont olaj hő által bekövetkezett oxidációja során, szabad zsírsavak jelenlétében keletkezik. A zsírsavak általában növényi eredetűek, de az állati eredet sem zárható ki. Az állati eredetről kizárólag a gyártó adhat felvilágosítást, ugyanis ezek a növényi és állati eredetű zsírsavak kémiailag tökéletesen megegyeznek.

## Élelmiszeripari felhasználásuk
Emulgeálószerként és stabilizálószerként, főként pékárukban található meg E479b néven.

## Egészségügyi hatások
Napi maximum beviteli mennyisége 30 mg/testsúlykg. A szervezetben más zsírokhoz hasonlóan lebomlik.
Laboratóriumi kísérletek szerint nagy mennyiségben fogyasztva a májat és a nyirokmirigyeket károsíthatja, valamint rákkeltő hatása is lehet. Kis mennyiségeknél (például az emberi fogyasztásra szánt termékekben megtalálható töménységben) a káros hatások kockázata elhanyagolható.